# Conat
Conat  est une commune française située dans le centre du département des Pyrénées-Orientales, en région Occitanie. Sur le plan historique et culturel, la commune est dans le pays de Conflent, correspondant à l'ensemble des vallées pyrénéennes qui « confluent » avec le lit creusé par la Têt entre Mont-Louis et Rodès.
Exposée à un climat océanique altéré, elle est drainée par le Caillan, la rivière d'Urbanya et par divers autres petits cours d'eau. Incluse dans le parc naturel régional des Pyrénées catalanes, la commune possède un patrimoine naturel remarquable : deux sites Natura 2000 (le « massif du Madres-Coronat » et le « massif de Madres-Coronat »), un espace protégé (la réserve naturelle nationale de Conat) et trois zones naturelles d'intérêt écologique, faunistique et floristique.
Conat est une commune rurale qui compte 63 habitants en 2022, après avoir connu un pic de population de 392 habitants en 1846.  Elle fait partie de l'aire d'attraction de Prades. Ses habitants sont appelés les Conatois ou  Conatoises.

## Géographie

### Localisation
La commune de Conat se trouve dans le département des Pyrénées-Orientales, en région Occitanie.
Elle se situe à 45 km à vol d'oiseau de Perpignan, préfecture du département, et à 5 km de Prades, sous-préfecture.
Les communes les plus proches sont : 
Villefranche-de-Conflent (3,0 km), Ria-Sirach (3,6 km), Campôme (4,4 km), Codalet (4,9 km), Molitg-les-Bains (5,1 km), Urbanya (5,1 km), Prades (5,4 km), Corneilla-de-Conflent (5,6 km).
Sur le plan historique et culturel, Conat fait partie de la région de Conflent, héritière de l'ancien comté de Conflent et de la viguerie de Conflent. Ce pays correspond à l'ensemble des vallées pyrénéennes qui « confluent » avec le lit creusé par la Têt entre Mont-Louis, porte de la Cerdagne, et Rodès, aux abords de la plaine du Roussillon.

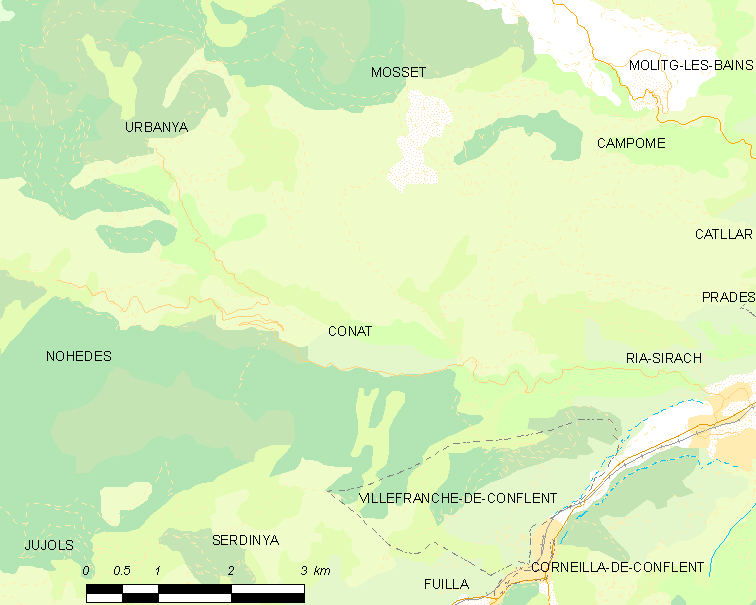
Situation de la commune.

| Urbanya | Mosset   |                          |
| Nohèdes | Conat    | Ria-Sirach               |
|         | Serdinya | Villefranche-de-Conflent |

### Géologie et relief
Conat est situé dans la zone axiale de la chaîne de montagnes des Pyrénées, dans son secteur oriental. Cette zone de montagnes s'est formée lors de l'orogenèse pyrénéenne, c'est-à-dire une période de compression tectonique où la plaque tectonique ibérique, au sud, est entrée en collision avec la plaque européenne, au nord, il y a environ 70 à 30 millions d'années. Toutefois, les formations du soubassement de la commune de Conat sont presque entièrement d'âge paléozoïque, c'est-à-dire âgées de 300 à 500 millions d'années environ. Ces formations, d'origine sédimentaire, ont été intensément déformées et métamorphosées pendant, en particulier, l'orogenèse hercynienne (ou varisque), qui a atteint son apogée il y a environ 300 millions d'années. Ces formations peuvent être divisées en deux zones principales. Au nord, les formations cambriennes et ordoviciennes, majoritairement schisteuses, forment des collines ondulées dans lesquelles le Caillan et ses affluents ont été profondément incisés. Au sud, on trouve des formations dévoniennes calcaires qui s'élèvent en pentes abruptes et en falaises sur le côté sud de la vallée du Caillan,,.

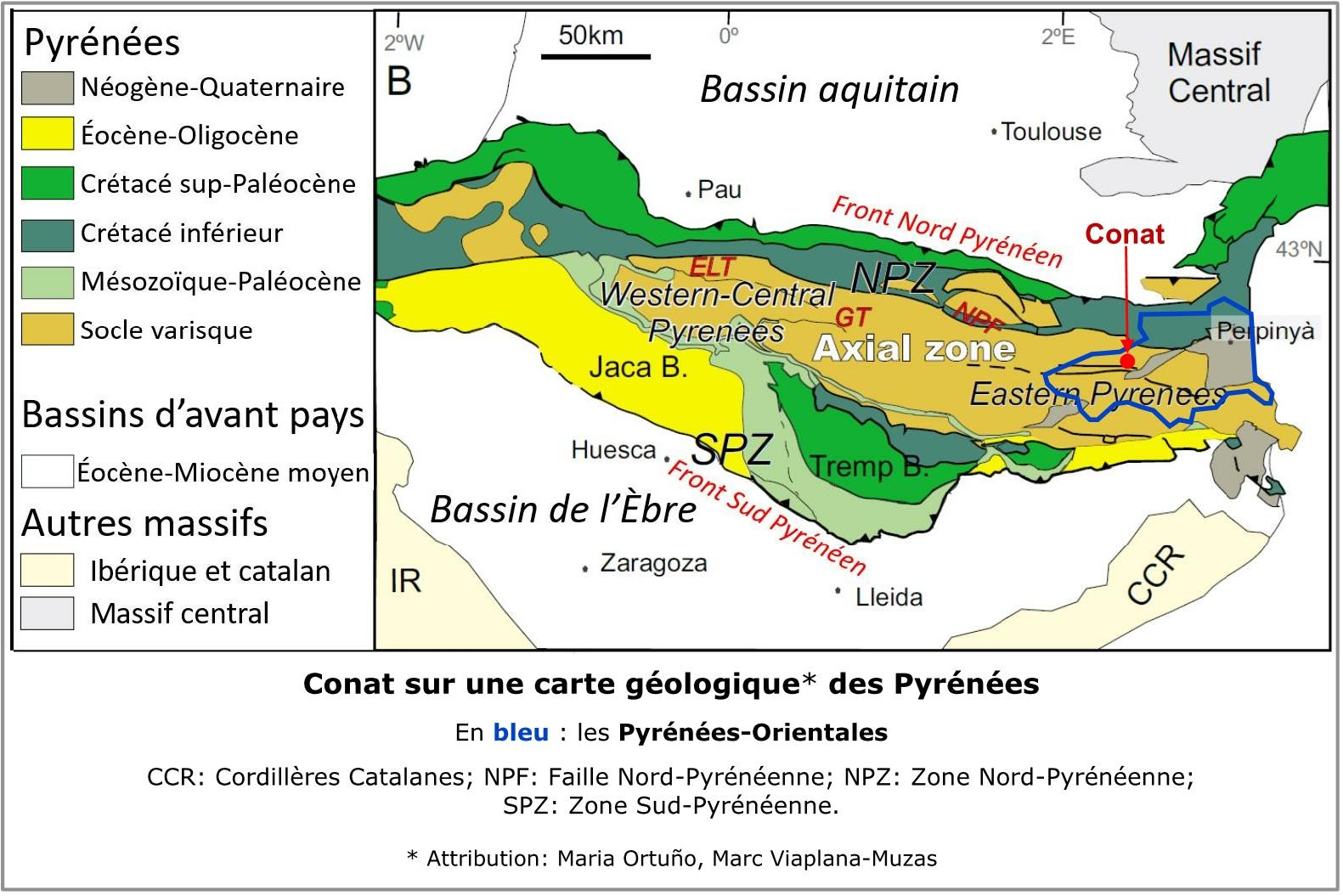
Conat sur une carte géologique des Pyrénées.
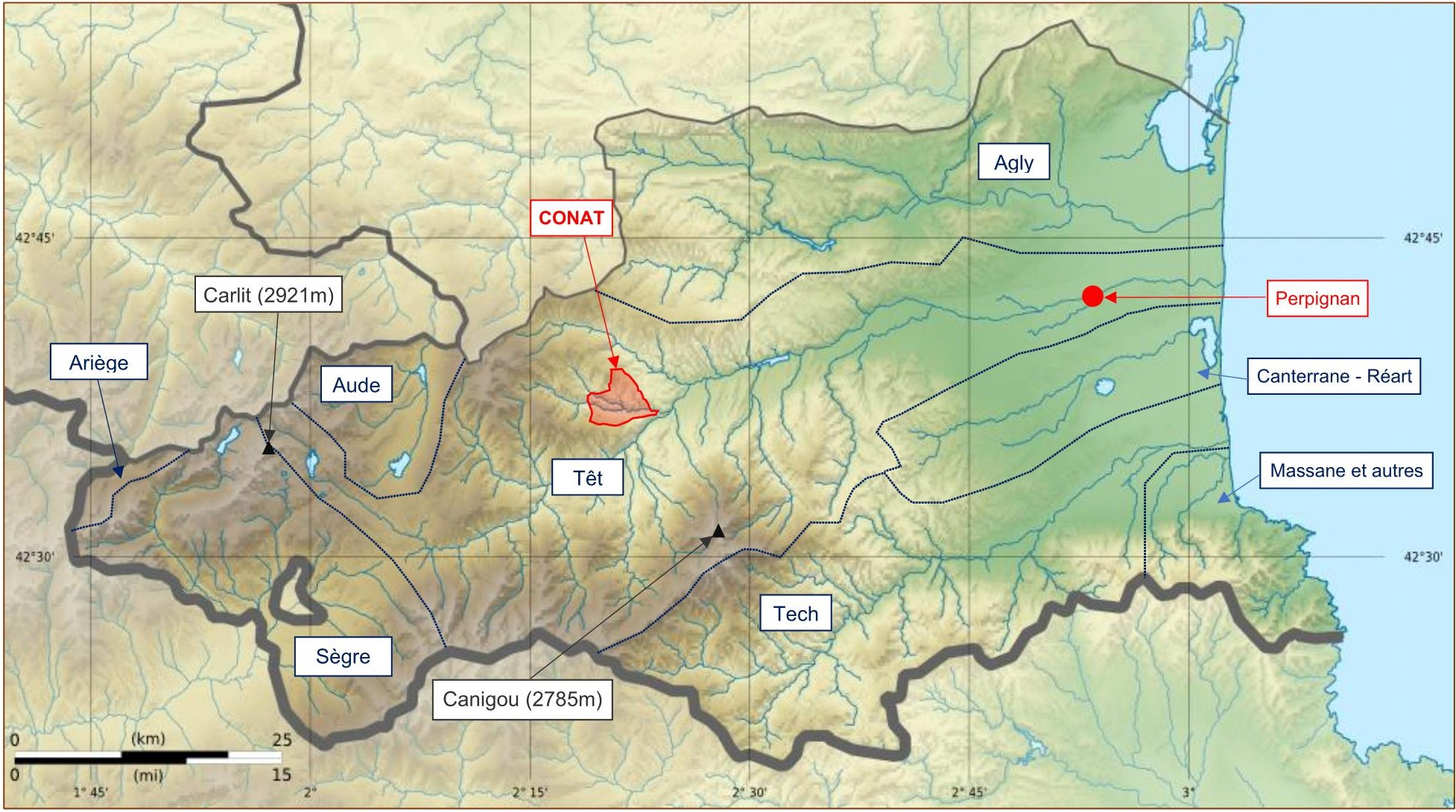
Situation de Conat sur une carte topographique des Pyrénées-Orientales.

Les deux zones sont séparées par la faille de Mérens, un élément tectonique majeur d'origine hercynienne. Cette faille, orientée ESE - WNW, se prolonge sur une distance considérable à l'ouest, en Ariège,. D'autres failles, au nord de la faille de Mérens, sont également orientées ESE - WNW, tout comme d'autres caractéristiques tectoniques et formations de la majeure partie de la commune,. Conat offre ainsi une bonne illustration de ce qui est l'orientation générale ESE - WNW des formations et structures de la zone axiale du secteur oriental des Pyrénées.
De part et d'autre du Caillan, on trouve une étroite bande d'alluvions récentes, occupée par endroits par des champs cultivés.

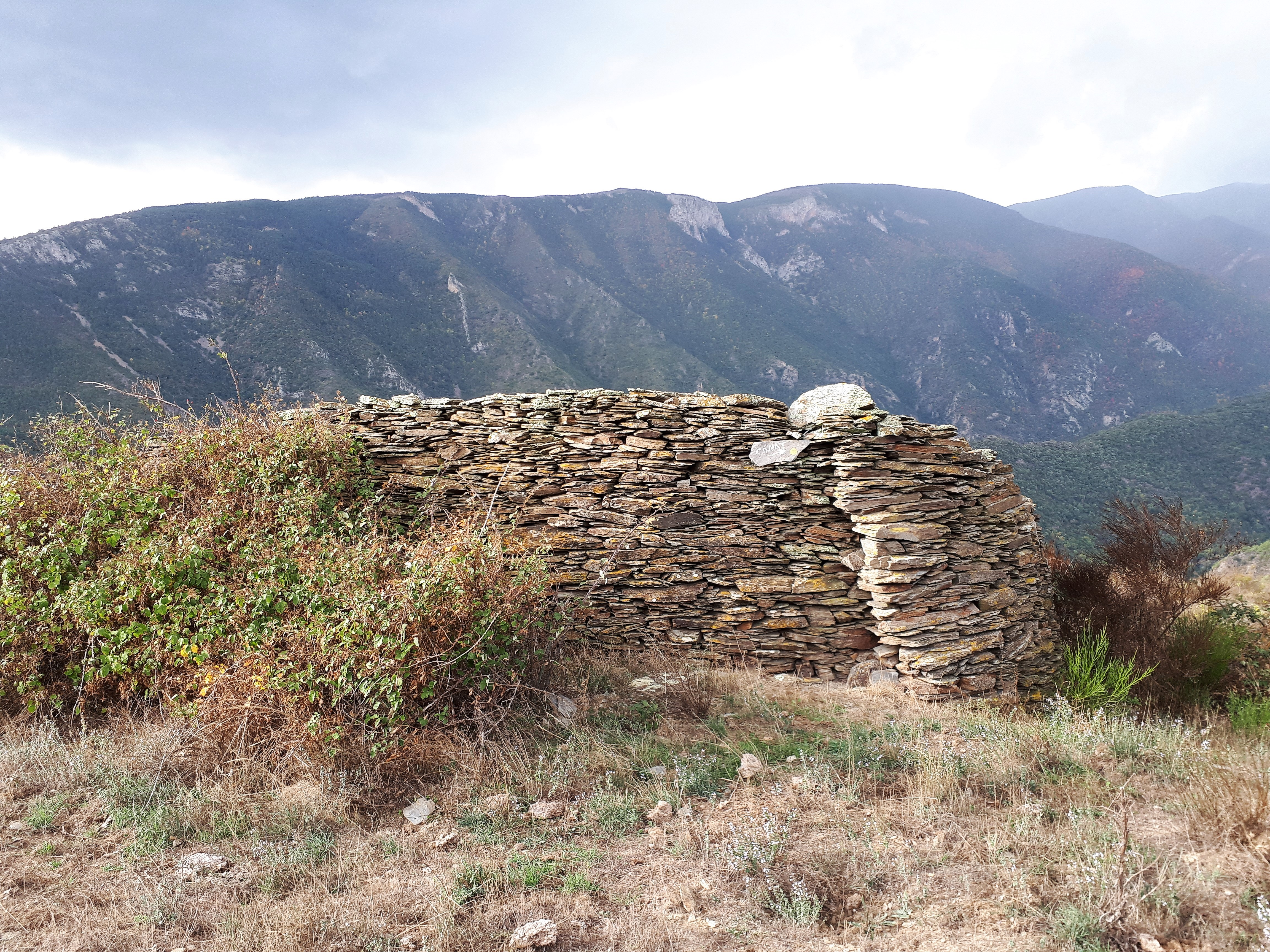
Vue depuis une colline au nord de Conat, près de Santa Margarita, en regardant vers le sud. L'ancien "cortal" au premier plan a été construit avec du schiste cambrien du coin. À l'arrière-plan se dressent des falaises de calcaire du Dévonien, qui dominent la vallée du Caillan.
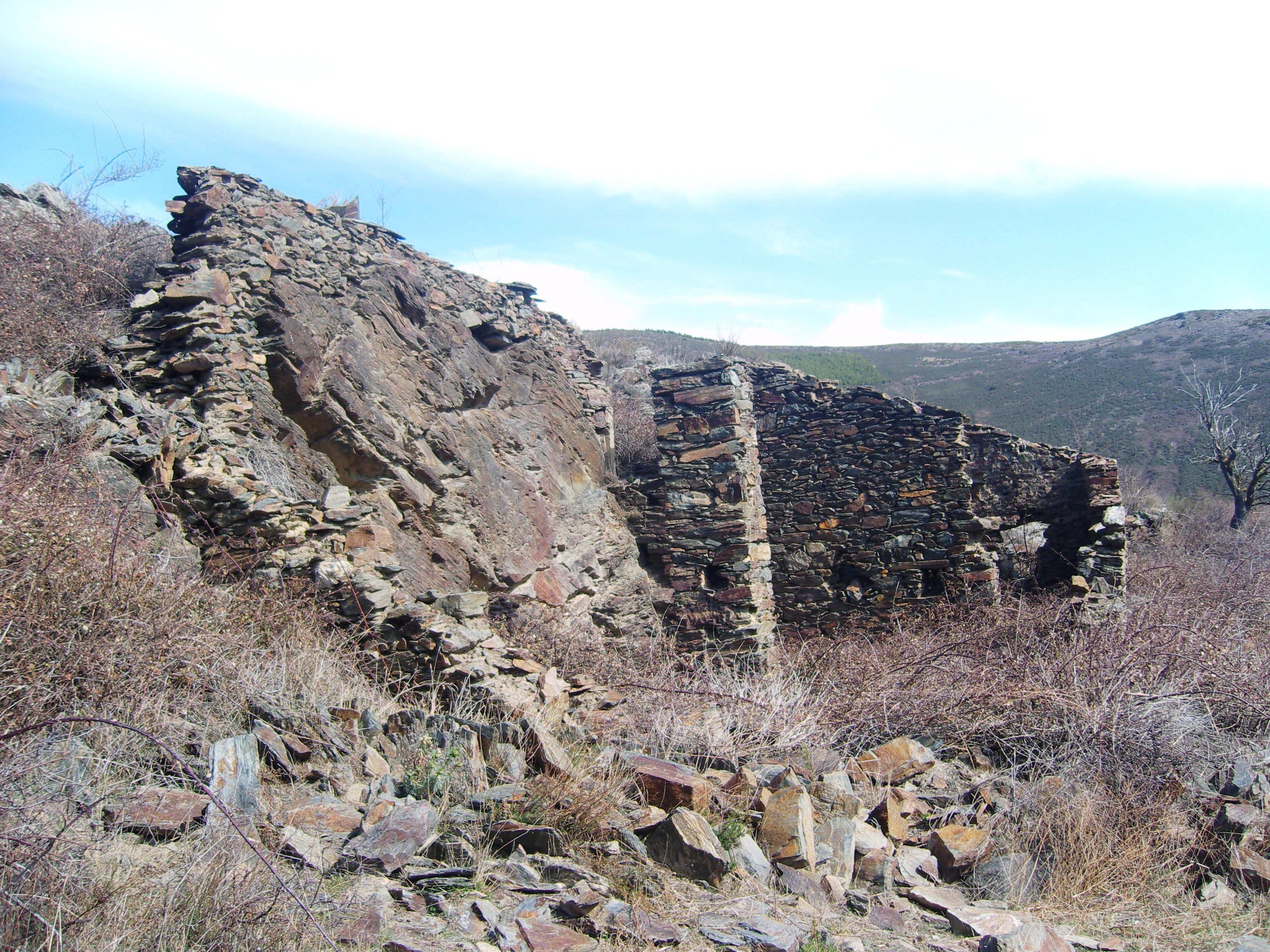
Les ruines de Falguerosa, à deux kilomètres au nord-ouest du village. Les bâtiments ont été construits avec des pierres locales, en utilisant un affleurement de schiste ordovicien comme contrefort.
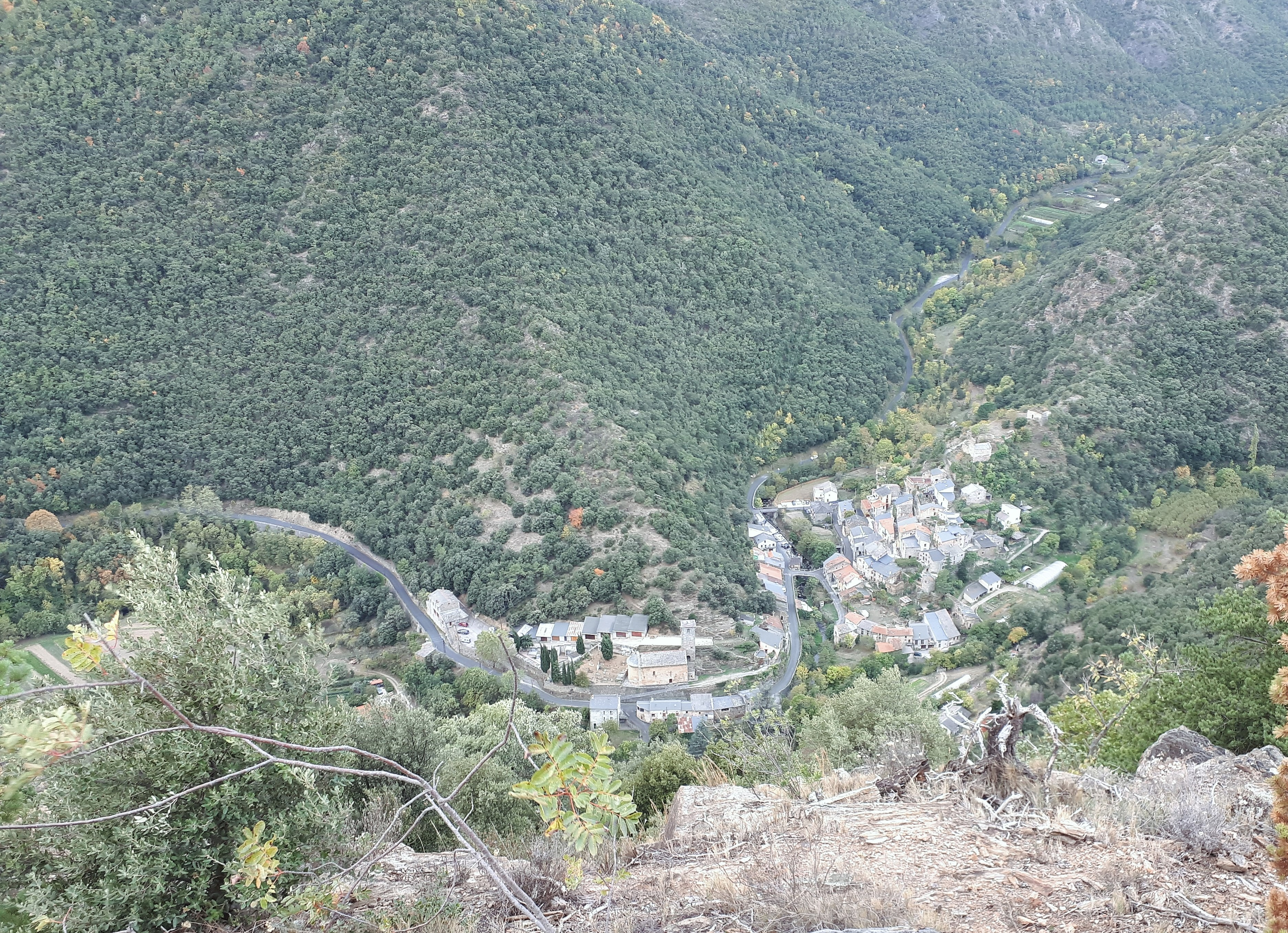
Le village de Conat se trouve au fond de la vallée du Caillan. Ici, la rivière est profondément encaissée dans les formations paléozoïques de cette région. Des champs cultivés sont situés sur d'étroites bandes d'alluvions de part et d'autre de la rivière.

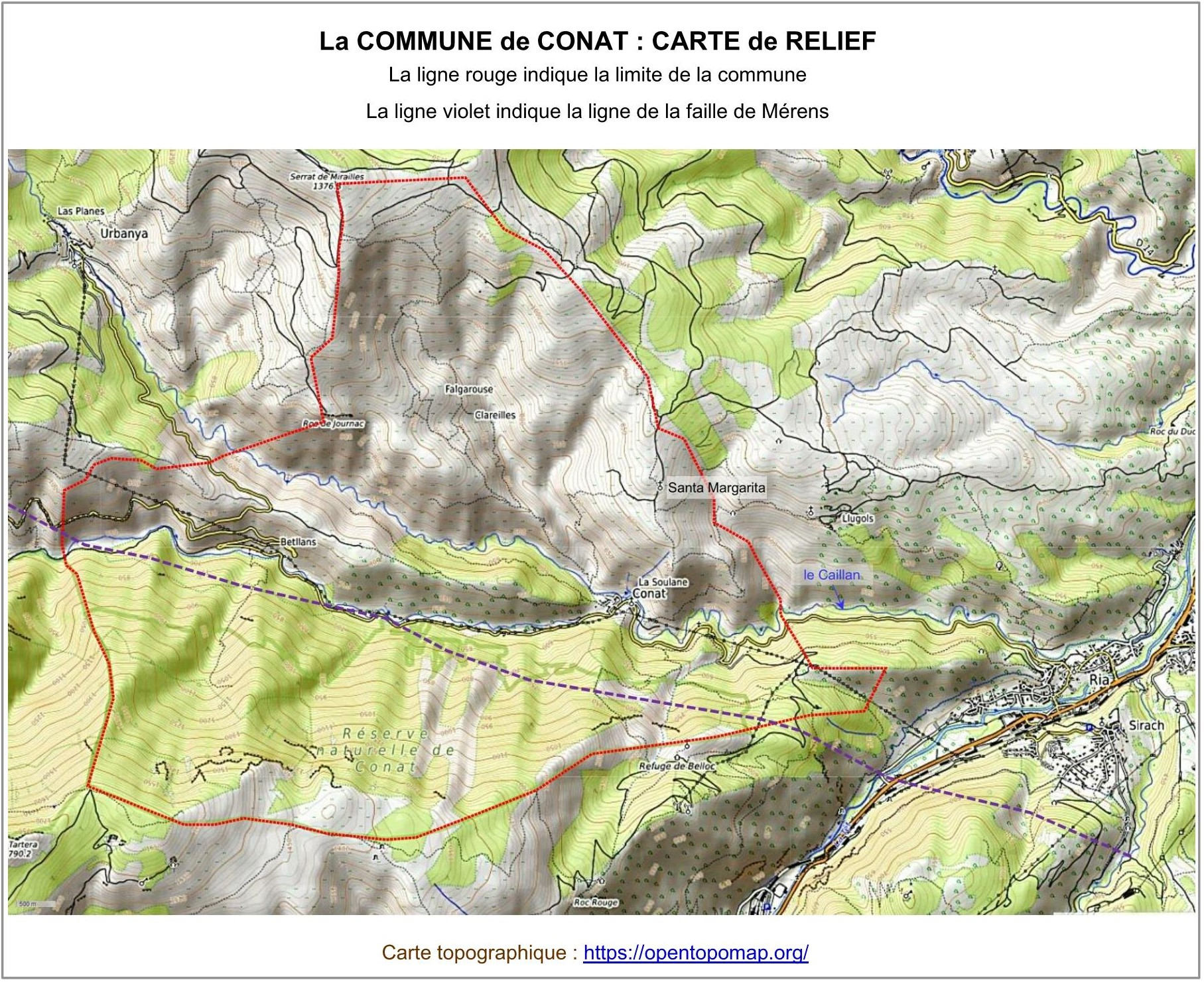
Une carte de relief de Conat

Le terrain s'élève de 467 mètres sur le Caillan (un kilomètre à l'est du village) à 1680 mètres à "Roca Roja de la Serra Pelada" (à l'angle sud-ouest de la commune). À "Serrat de Miralles", à l'angle nord-ouest de la commune, le terrain s'élève à 1377 mètres. La superficie de la commune est de 1912 hectares. Les principales rivières et vallées suivent largement l'orientation ESE - WNW des formations géologiques de la commune.
La commune est classée en zone de sismicité 4, correspondant à une sismicité moyenne.

### Climat
Pour des articles plus généraux, voir Climat de l'Occitanie et Climat des Pyrénées-Orientales.
En 2010, le climat de la commune est de type climat océanique altéré, selon une étude du CNRS s'appuyant sur une série de données couvrant la période 1971-2000. En 2020, Météo-France publie une typologie des climats de la France métropolitaine dans laquelle la commune est exposée à un climat de montagne ou de marges de montagne et est dans la région climatique Pyrénées orientales, caractérisée par une faible pluviométrie, un très bon ensoleillement (2 600 h/an), un air sec, particulièrement en hiver et peu de brouillards.
Pour la période 1971-2000, la température annuelle moyenne est de 11,9 °C, avec une amplitude thermique annuelle de 14,6 °C. Le cumul annuel moyen de précipitations est de 847 mm, avec 6,5 jours de précipitations en janvier et 5 jours en juillet. Pour la période 1991-2020, la température moyenne annuelle observée sur la station météorologique la plus proche, située sur la commune d'Eus à 9 km à vol d'oiseau, est de 13,6 °C et le cumul annuel moyen de précipitations est de 539,8 mm,. Pour l'avenir, les paramètres climatiques de la commune estimés pour 2050 selon différents scénarios d'émission de gaz à effet de serre sont consultables sur un site dédié publié par Météo-France en novembre 2022.

### Milieux naturels et biodiversité

#### Espaces protégés
La protection réglementaire est le mode d’intervention le plus fort pour préserver des espaces naturels remarquables et leur biodiversité associée,.
Dans ce cadre, la commune fait partie.
Deux espaces protégés sont présents sur la commune : 

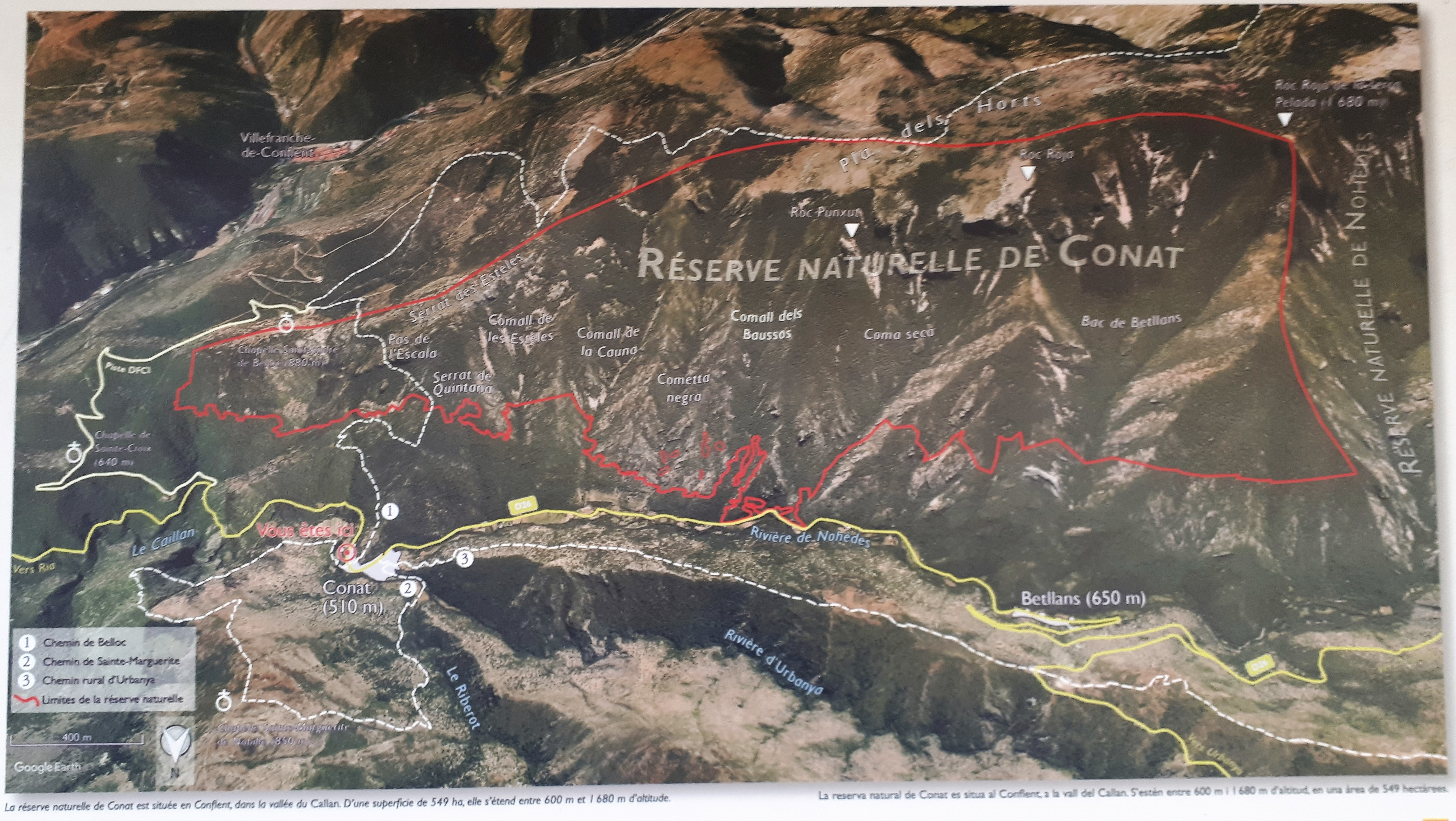
Carte de la réserve naturelle de Conat, à l'entrée du village.

- le parc naturel régional des Pyrénées catalanes, créé en 2004 et d'une superficie de 139 062 ha, qui s'étend sur 66 communes du département. Ce territoire s'étage des fonds maraîchers et fruitiers des vallées de basse altitude aux plus hauts sommets des Pyrénées-Orientales en passant par les grands massifs de garrigue et de forêt méditerranéenne[24],[25] ;
- la réserve naturelle nationale de Conat, classée en 1986 et d'une superficie de 569 ha, protège une flore et une faune caractéristiques d’un climat supraméditerranéen teinté de continentalité, dont la sécheresse est accentuée par la perméabilité du substrat : certaines espèces méditerranéennes atteignent là des records d’altitude[26],[27].

#### Réseau Natura 2000

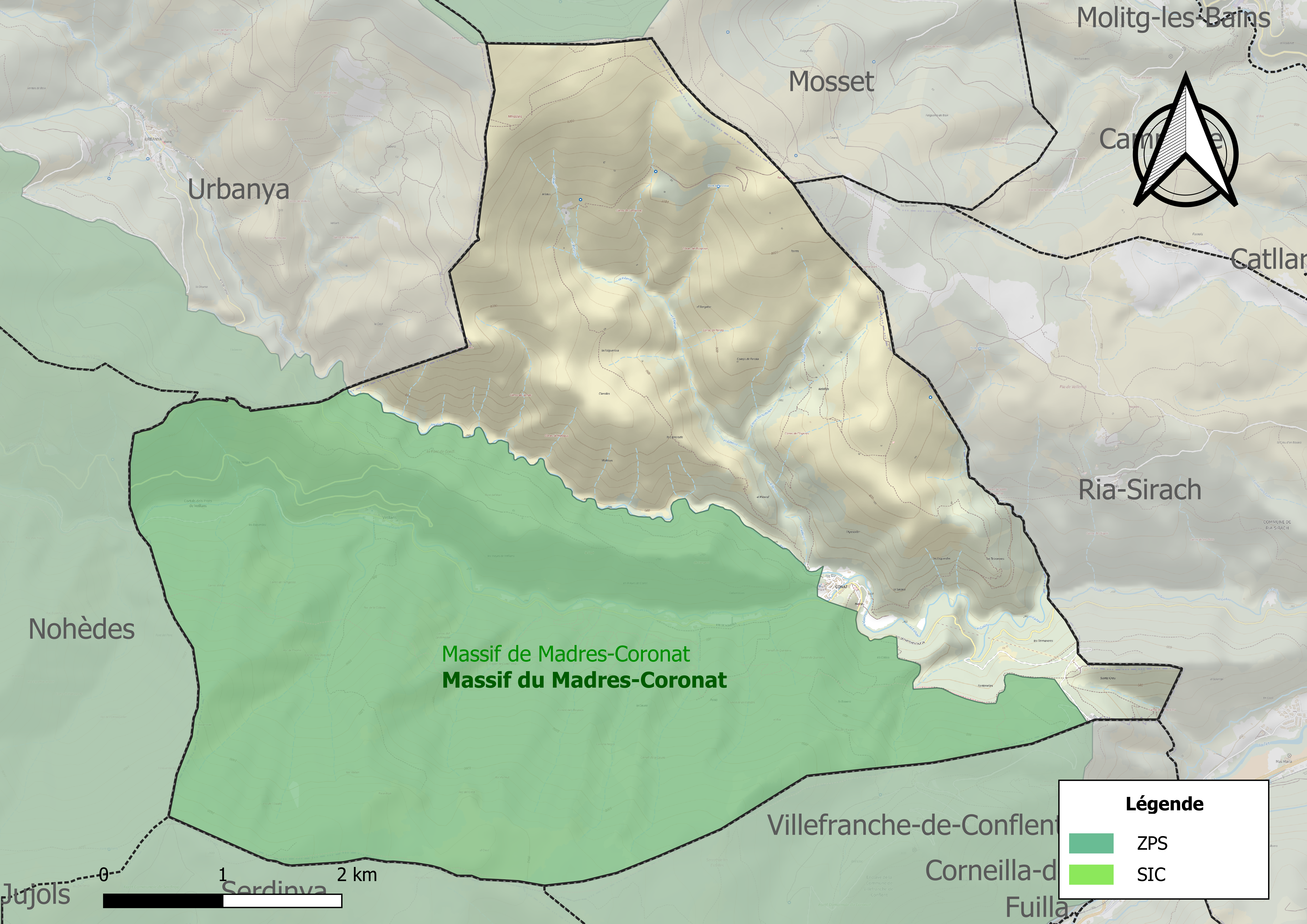
Site Natura 2000 sur le territoire communal.

Le réseau Natura 2000 est un réseau écologique européen de sites naturels d'intérêt écologique élaboré à partir des directives habitats et oiseaux, constitué de zones spéciales de conservation (ZSC) et de zones de protection spéciale (ZPS).
Un site Natura 2000 a été défini sur la commune au titre de la directive habitats.
- le « massif de Madres-Coronat », d'une superficie de 21 363 ha, offre une multitude de faciès de végétation avec aussi bien des garrigues supra-méditerranéennes, des pinèdes à Pin sylvestre ou à Pin à crochet, que des hêtraies pures ou des hêtraies-sapinières, des landes à Genêt purgatif ou à Rhododendron, ou encore des pelouses alpines[30] et  au titre de la directive oiseaux[29]
- le « massif du Madres-Coronat », d'une superficie de 21 396 ha, présente un fort intérêt écologique pour 17 espèces inscrites à l'annexe I de la directive oiseaux, dont le Gypaète barbu[31].

#### Zones naturelles d'intérêt écologique, faunistique et floristique
L’inventaire des zones naturelles d'intérêt écologique, faunistique et floristique (ZNIEFF) a pour objectif de réaliser une couverture des zones les plus intéressantes sur le plan écologique, essentiellement dans la perspective d’améliorer la connaissance du patrimoine naturel national et de fournir aux différents décideurs un outil d’aide à la prise en compte de l’environnement dans l’aménagement du territoire.
Deux ZNIEFF de type 1 sont recensées sur la commune :
la « Haute vallée de Nohèdes » (2 916 ha), couvrant 4 communes du département et 
le « plateau de Belloc et Pla des Horts » (494 ha), couvrant 3 communes du département
et une ZNIEFF de type 2, : 
le « versant sud du massif du Madres » (27 267 ha), couvrant 27 communes du département.

Carte des ZNIEFF de type 1 et 2 à Conat.
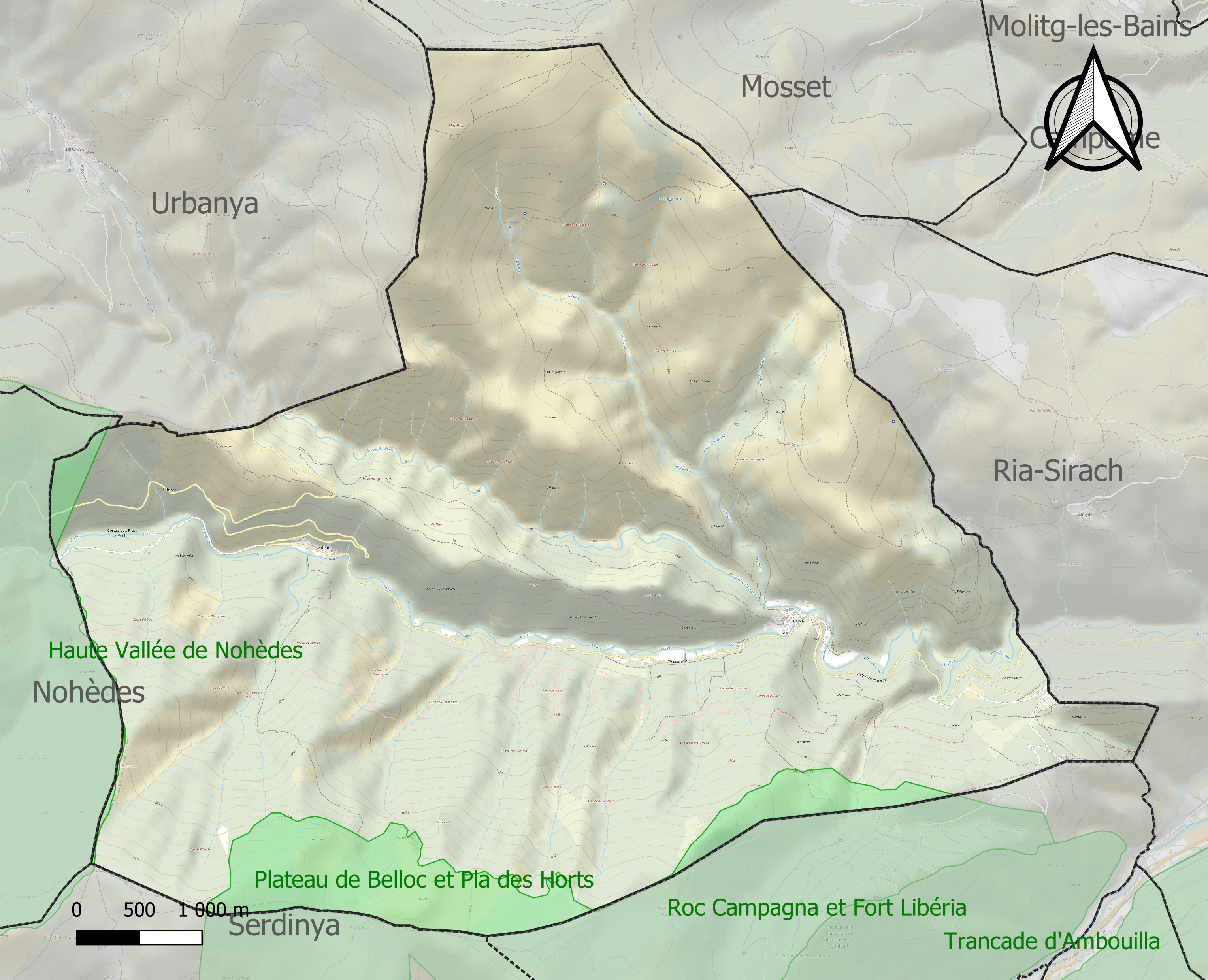
Carte des ZNIEFF de type 1 sur la commune.
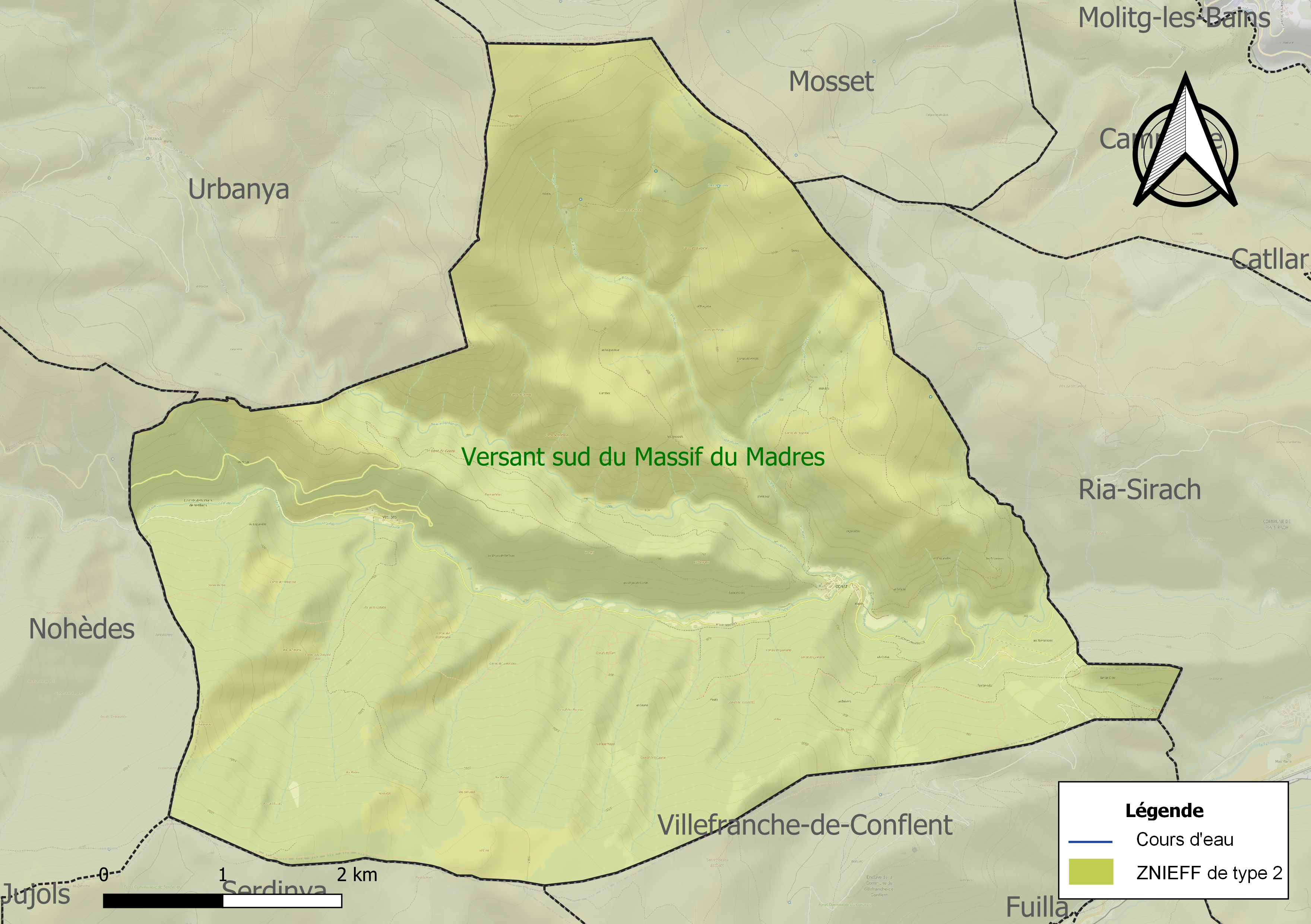
Carte de la ZNIEFF de type 2 sur la commune.

## Urbanisme

### Typologie
Au 1er janvier 2024, Conat est catégorisée commune rurale à habitat très dispersé, selon la nouvelle grille communale de densité à sept niveaux définie par l'Insee en 2022.
Elle est située hors unité urbaine. Par ailleurs la commune fait partie de l'aire d'attraction de Prades, dont elle est une commune de la couronne,. Cette aire, qui regroupe 26 communes, est catégorisée dans les aires de moins de 50 000 habitants,.

### Occupation des sols
L'occupation des sols de la commune, telle qu'elle ressort de la base de données européenne d’occupation biophysique des sols Corine Land Cover (CLC), est marquée par l'importance des forêts et milieux semi-naturels (98,7 % en 2018), une proportion identique à celle de 1990 (98,7 %). La répartition détaillée en 2018 est la suivante : 
milieux à végétation arbustive et/ou herbacée (59,5 %), forêts (39,2 %), zones agricoles hétérogènes (1,3 %). L'évolution de l’occupation des sols de la commune et de ses infrastructures peut être observée sur les différentes représentations cartographiques du territoire : la carte de Cassini (XVIIIe siècle), la carte d'état-major (1820-1866) et les cartes ou photos aériennes de l'IGN pour la période actuelle (1950 à aujourd'hui).

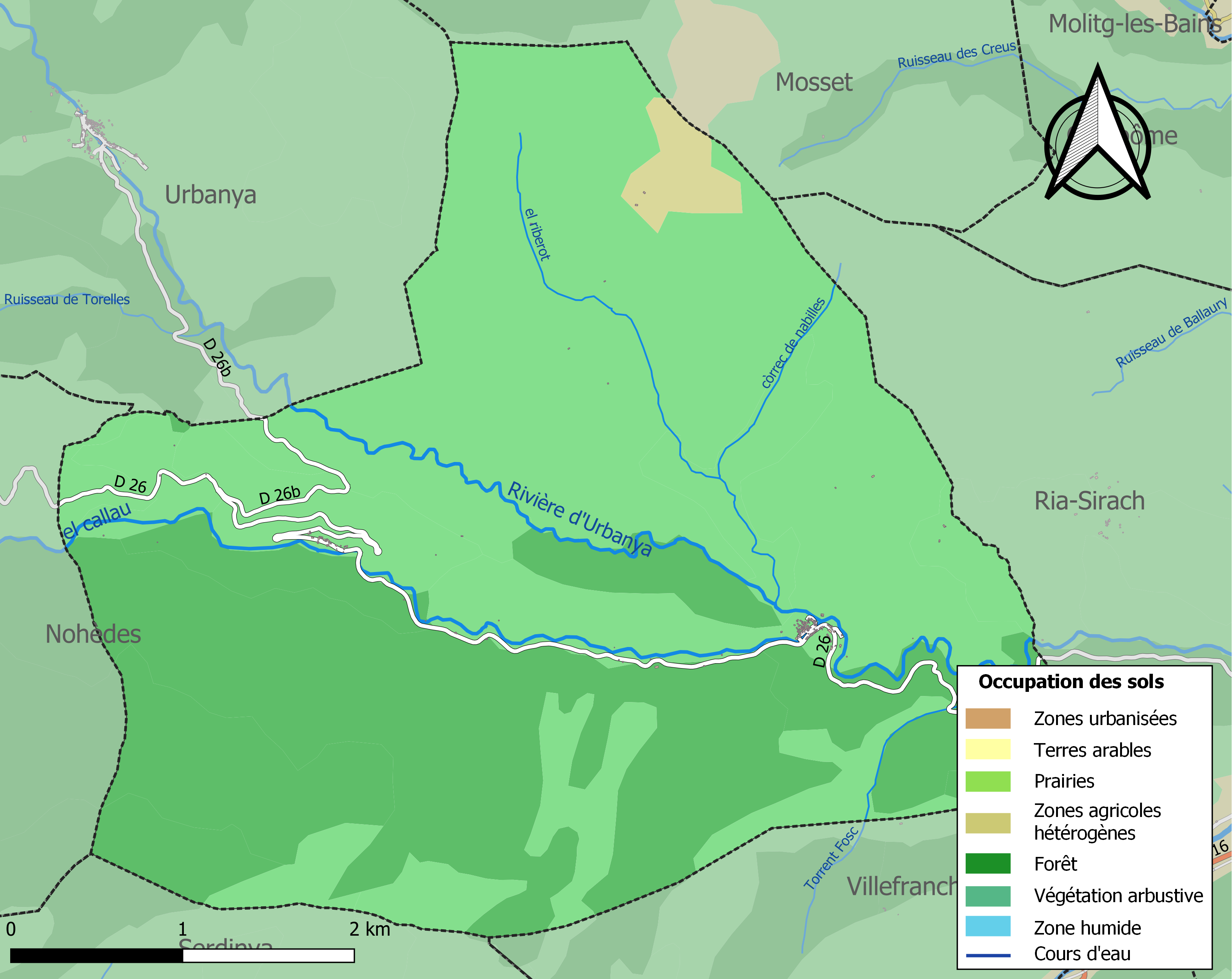
Carte des infrastructures et de l'occupation des sols de la commune en 2018 (CLC).

### Risques majeurs
Le territoire de la commune de Conat est vulnérable à différents aléas naturels : inondations, climatiques (grand froid ou canicule), feux de forêts, mouvements de terrains et séisme (sismicité moyenne). Il est également exposé à un risque particulier, le risque radon,.

#### Risques naturels

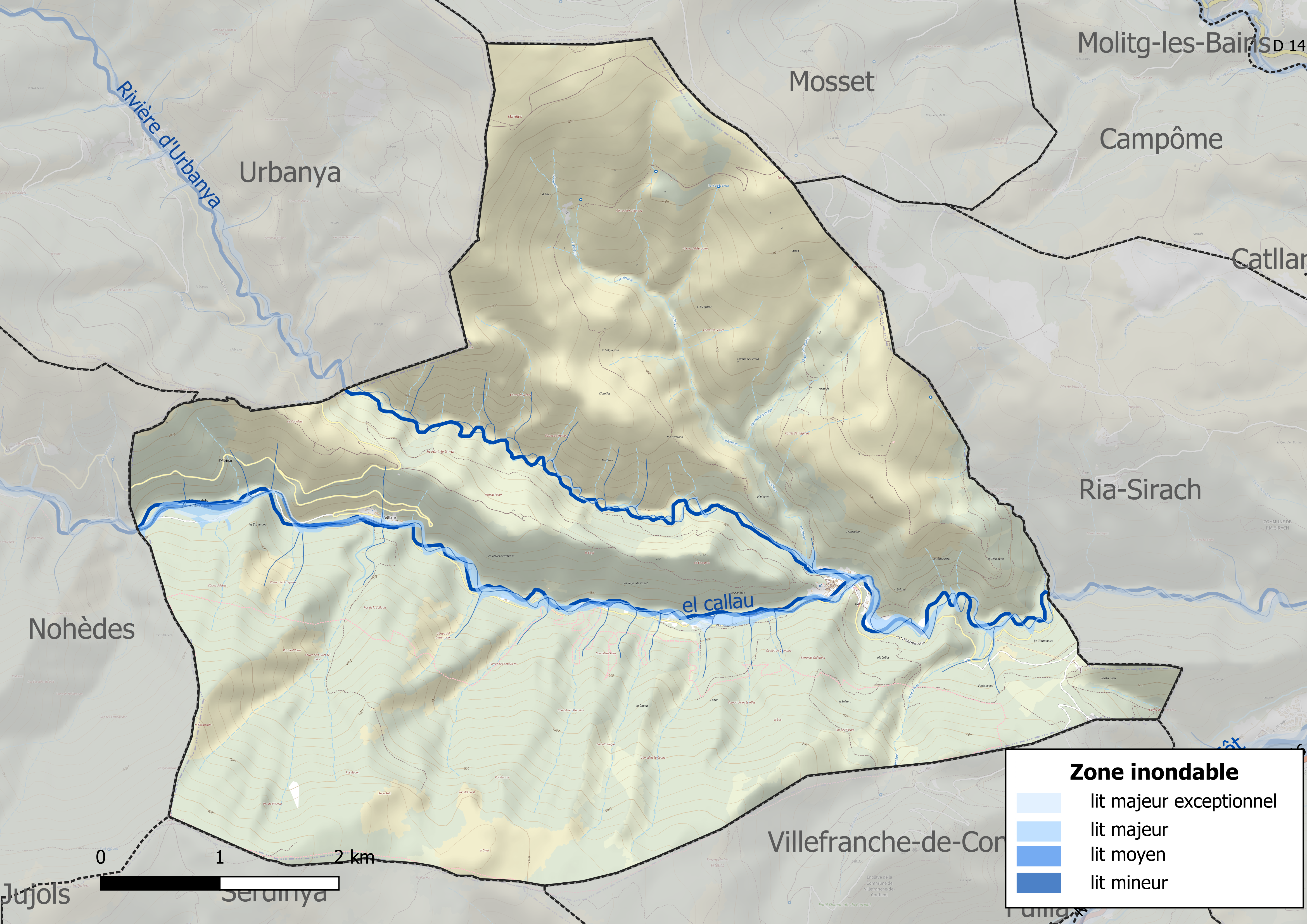
Zones inondables de la commune de Conat.

Certaines parties du territoire communal sont susceptibles d’être affectées par le risque d’inondation par crue torrentielle de cours d'eau du bassin de la Têt.
Les mouvements de terrains susceptibles de se produire sur la commune sont soit des glissements de terrains, soit des chutes de blocs, soit des effondrements liés à des cavités souterraines.. L'inventaire national des cavités souterraines permet par ailleurs de localiser celles situées sur la commune

#### Risque particulier
Dans plusieurs parties du territoire national, le radon, accumulé dans certains logements ou autres locaux, peut constituer une source significative d’exposition de la population aux rayonnements ionisants. Toutes les communes du département sont concernées par le risque radon à un niveau plus ou moins élevé. Selon la classification de 2018, la commune de Conat est classée en zone 3, à savoir zone à potentiel radon significatif.

## Toponymie
Le nom de la commune est identique en français et en catalan.

## Politique et administration

### Canton
En 1790, la commune de Conat est incluse dans le canton de Molitg, puis rattachée dès 1793 au canton de Mosset. Elle rejoint en 1801 le canton de Prades, qu'elle ne quitte plus par la suite,.
À compter des élections départementales de 2015, la commune est incluse dans le nouveau canton des Pyrénées catalanes.

### Administration municipale

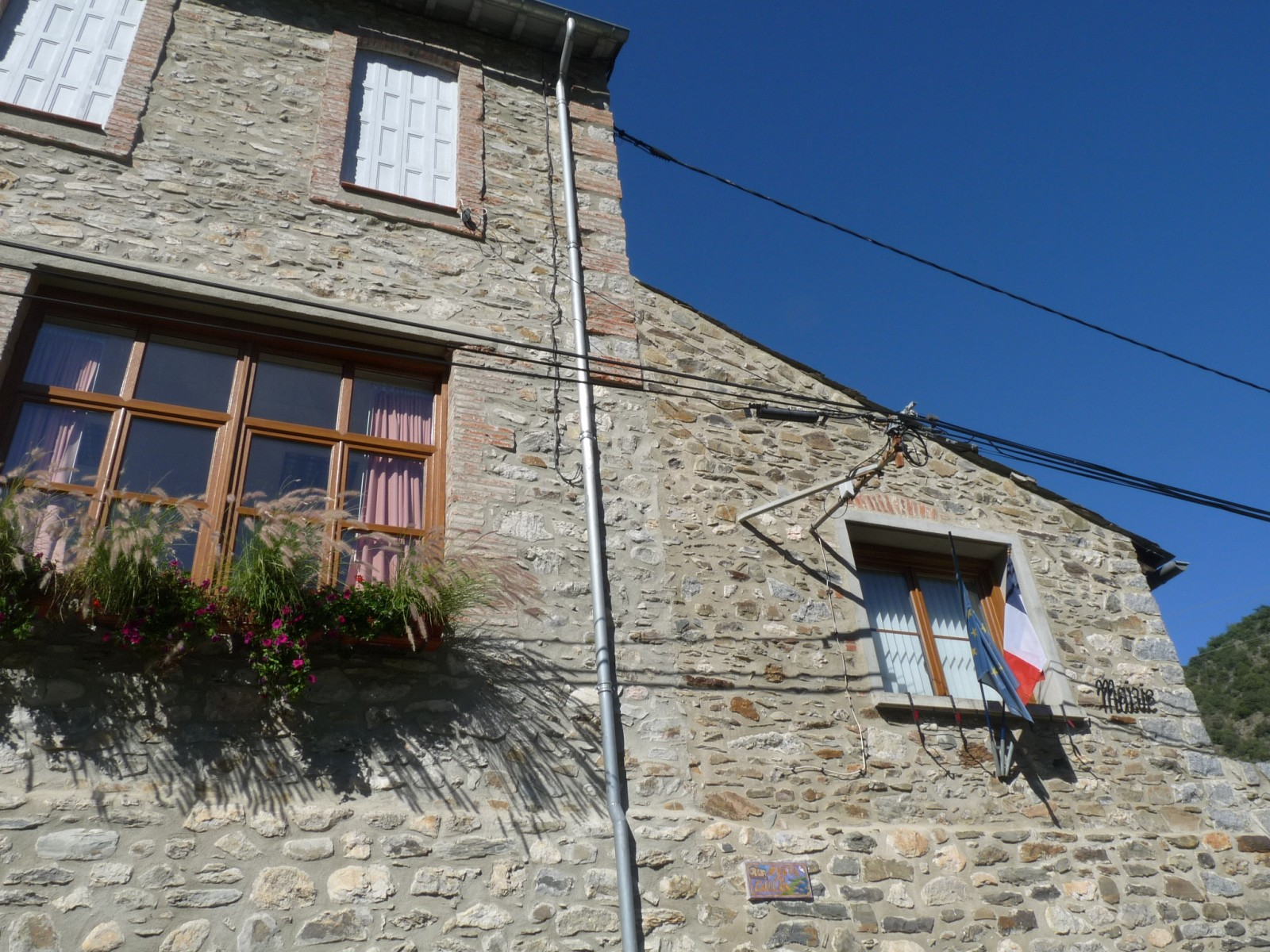
La mairie.

### Liste des maires
| Période   | Période   | Identité           | Étiquette | Qualité |
| --------- | --------- | ------------------ | --------- | ------- |
|           |           |                    |           |         |
| 1947      | 1983      | François Serradeil |           |         |
| 1983      | mars 2008 | Francis Serradeil  |           |         |
| mars 2008 | mars 2014 | Betty Lloansi      |           |         |
| mars 2014 | 2020      | Pascal Espeut      |           |         |
| 2020      | En cours  | Johanna Messager   |           |         |

## Population et société

### Démographie ancienne
La population est exprimée en nombre de feux (f) ou d'habitants (H).
| 1355 | 1359 | 1365 | 1378 | 1515 | 1553 | 1709 | 1720 | 1767  |
| ---- | ---- | ---- | ---- | ---- | ---- | ---- | ---- | ----- |
| 43 f | 46 f | 43 f | 19 f | 6 f  | 15 f | 54 f | 24 f | 294 H |

| 1774  | 1789 | - | - | - | - | - | - | - |
| ----- | ---- | - | - | - | - | - | - | - |
| 275 H | 73 f | - | - | - | - | - | - | - |

Notes :
- 1378 : dont 4 f pour Arlates et 5 f pour Betllans, 3 f pour Eroles et 3 f pour Nabilles ;
- 1515 : dont 2 f pour Betllans ;
- 1720, 1767, 1774 : pour Conat et Betllans.

### Démographie contemporaine
L'évolution du nombre d'habitants est connue à travers les recensements de la population effectués dans la commune depuis 1793. Pour les communes de moins de 10 000 habitants, une enquête de recensement portant sur toute la population est réalisée tous les cinq ans, les populations de référence des années intermédiaires étant quant à elles estimées par interpolation ou extrapolation. Pour la commune, le premier recensement exhaustif entrant dans le cadre du nouveau dispositif a été réalisé en 2007.

En 2022, la commune comptait 63 habitants, en évolution de +6,78 % par rapport à 2016 (Pyrénées-Orientales : +3,92 %, France hors Mayotte : +2,11 %).
| 1793 | 1800 | 1806 | 1821 | 1831 | 1836 | 1841 | 1846 | 1851 |
| ---- | ---- | ---- | ---- | ---- | ---- | ---- | ---- | ---- |
| 319  | 324  | 349  | 370  | 345  | 343  | 351  | 392  | 388  |

| 1856 | 1861 | 1866 | 1872 | 1876 | 1881 | 1886 | 1891 | 1896 |
| ---- | ---- | ---- | ---- | ---- | ---- | ---- | ---- | ---- |
| 353  | 335  | 322  | 309  | 283  | 316  | 318  | 302  | 295  |

| 1901 | 1906 | 1911 | 1921 | 1926 | 1931 | 1936 | 1946 | 1954 |
| ---- | ---- | ---- | ---- | ---- | ---- | ---- | ---- | ---- |
| 277  | 267  | 256  | 204  | 155  | 133  | 114  | 111  | 78   |

| 1962 | 1968 | 1975 | 1982 | 1990 | 1999 | 2006 | 2007 | 2012 |
| ---- | ---- | ---- | ---- | ---- | ---- | ---- | ---- | ---- |
| 67   | 50   | 38   | 45   | 40   | 45   | 51   | 52   | 55   |

| 2017 | 2022 | - | - | - | - | - | - | - |
| ---- | ---- | - | - | - | - | - | - | - |
| 61   | 63   | - | - | - | - | - | - | - |

| selon la population municipale des années : | 1968 | 1975 | 1982 | 1990 | 1999 | 2006 | 2009 | 2013 |
| Rang de la commune dans le département      | 193  | 195  | 189  | 211  | 210  | 206  | 205  | 204  |
| Nombre de communes du département           | 232  | 217  | 220  | 225  | 226  | 226  | 226  | 226  |

### Manifestations culturelles et festivités
- Fête patronale et communale : 29 août[55].

## Économie

### Emploi
|                | 2008   | 2013   | 2018   |
| -------------- | ------ | ------ | ------ |
| Commune        | 5,7 %  | 8,8 %  | 7,7 %  |
| Département    | 10,3 % | 12,9 % | 13,3 % |
| France entière | 8,3 %  | 10 %   | 10 %   |

En 2018, la population âgée de 15 à 64 ans s'élève à 39 personnes, parmi lesquelles on compte 69,2 % d'actifs (61,5 % ayant un emploi et 7,7 % de chômeurs) et 30,8 % d'inactifs,. Depuis 2008, le taux de chômage communal (au sens du recensement) des 15-64 ans est inférieur à celui de la France et du département.
La commune fait partie de la couronne de l'aire d'attraction de Prades, du fait qu'au moins 15 % des actifs travaillent dans le pôle,. Elle compte 12 emplois en 2018, contre 15 en 2013 et 15 en 2008. Le nombre d'actifs ayant un emploi résidant dans la commune est de 25, soit un indicateur de concentration d'emploi de 48 % et un taux d'activité parmi les 15 ans ou plus de 51,9 %.
Sur ces 25 actifs de 15 ans ou plus ayant un emploi, 12 travaillent dans la commune, soit 48 % des habitants. Pour se rendre au travail, 76 % des habitants utilisent un véhicule personnel ou de fonction à quatre roues, 16 % s'y rendent en deux-roues, à vélo ou à pied et 8 % n'ont pas besoin de transport (travail au domicile).

### Activités hors agriculture
6 établissements sont implantés  à Conat au 31 décembre 2019.
Le secteur des activités immobilières est prépondérant sur la commune puisqu'il représente 33,3 % du nombre total d'établissements de la commune (2 sur les 6 entreprises implantées  à Conat), contre 6,2 % au niveau départemental.

### Agriculture
|               | 1988 | 2000 | 2010 | 2020 |
| ------------- | ---- | ---- | ---- | ---- |
| Exploitations | 4    | 3    | 6    | 5    |
| SAU (ha)      | 11   | 280  | 450  | 79   |

La commune est dans le Conflent, une petite région agricole occupant le centre-ouest du département des Pyrénées-Orientales. En 2020, l'orientation technico-économique de l'agriculture  sur la commune est la polyculture et/ou le polyélevage. Cinq exploitations agricoles ayant leur siège dans la commune sont dénombrées lors du recensement agricole de 2020 (quatre en 1988). La superficie agricole utilisée est de 79 ha,,.

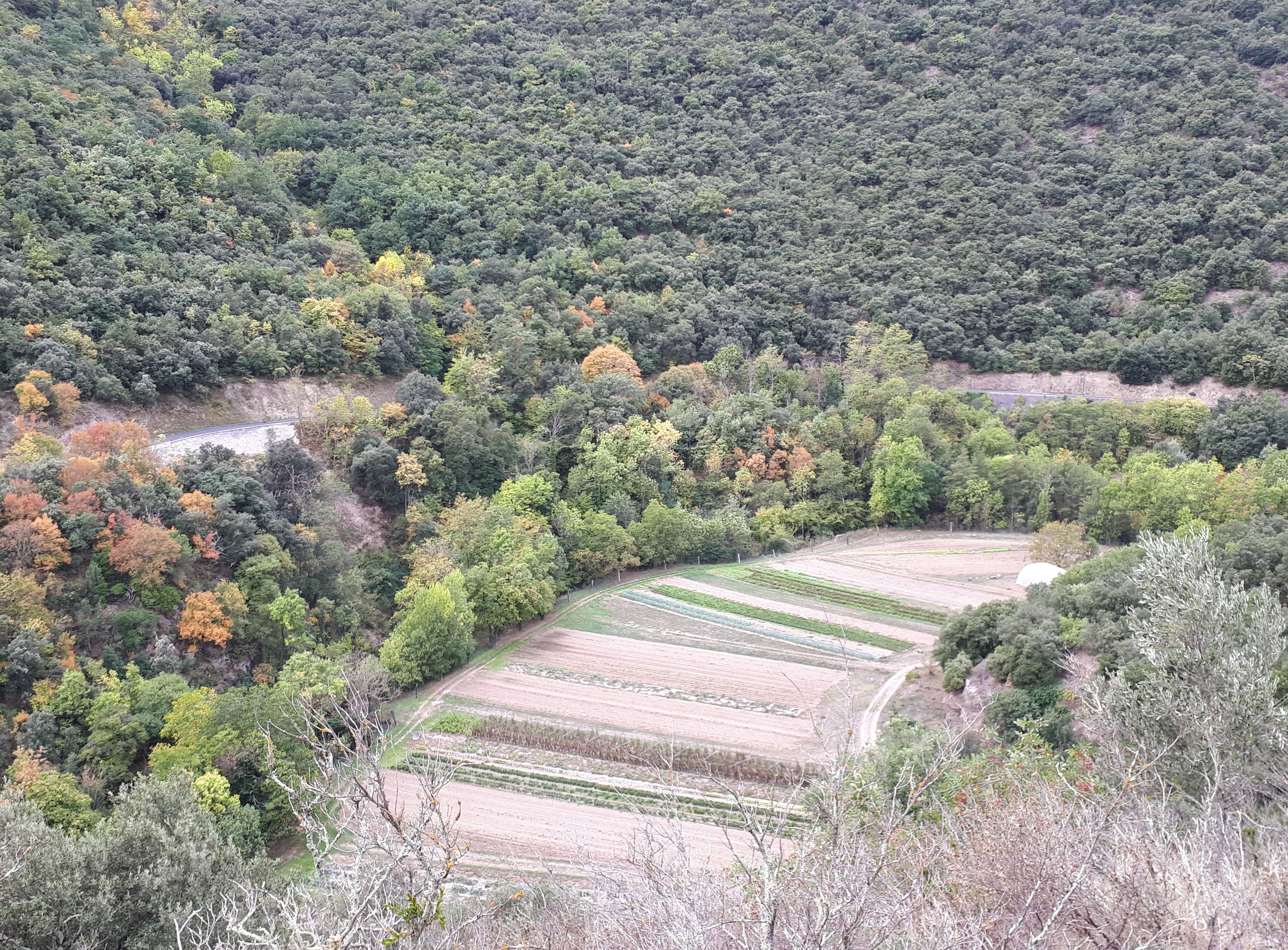
Une entreprise de maraîchage, dont les produits sont très demandés sur les marchés locaux, utilise des terres fertiles dans un méandre de la rivière près du village.

## Culture locale et patrimoine

### Monuments et lieux touristiques

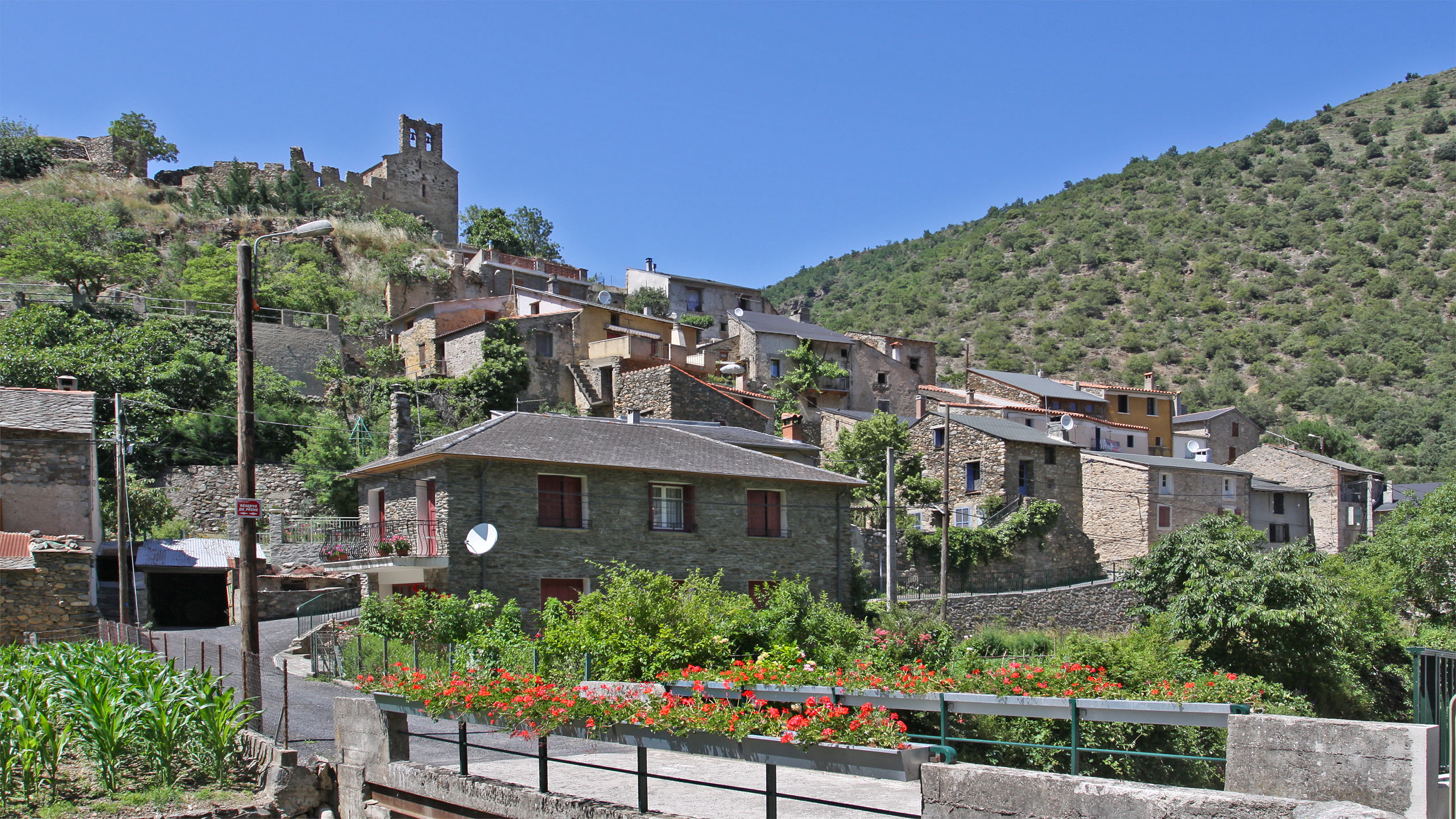

- L'église Saint-Jean-Baptiste, église paroissiale de style roman, dans le village. L'édifice a été inscrit au titre des monuments historiques en 1985[59].
- L'église Sainte-Marguerite de Nabilles est aussi de style roman.
- L'église Sainte-Croix, église romane en ruines.
- La chapelle Sainte-Madeleine, chapelle du château ruiné, également romane.
- Le château de Conat.

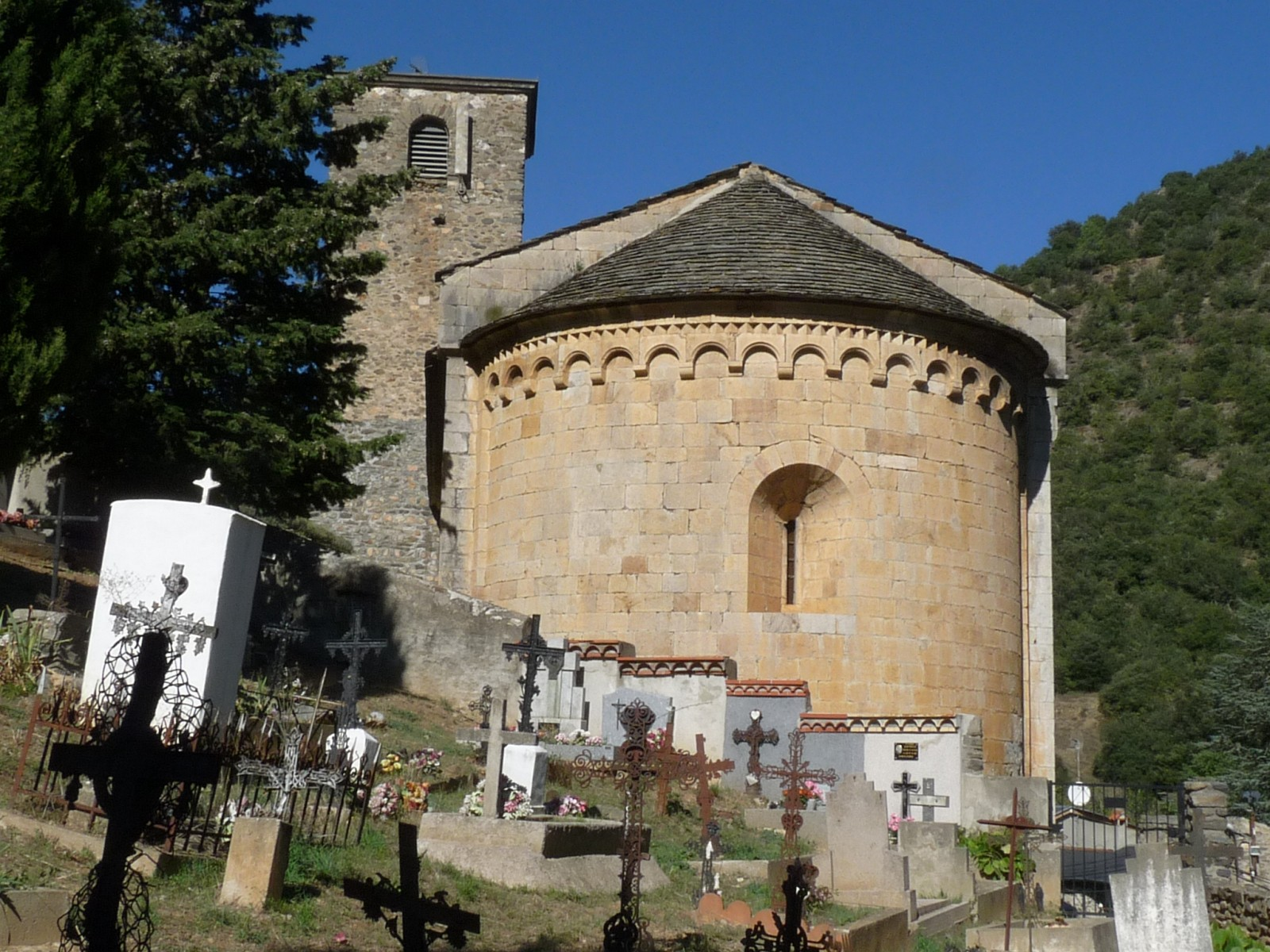
Église Saint-Jean-Baptiste de Conat
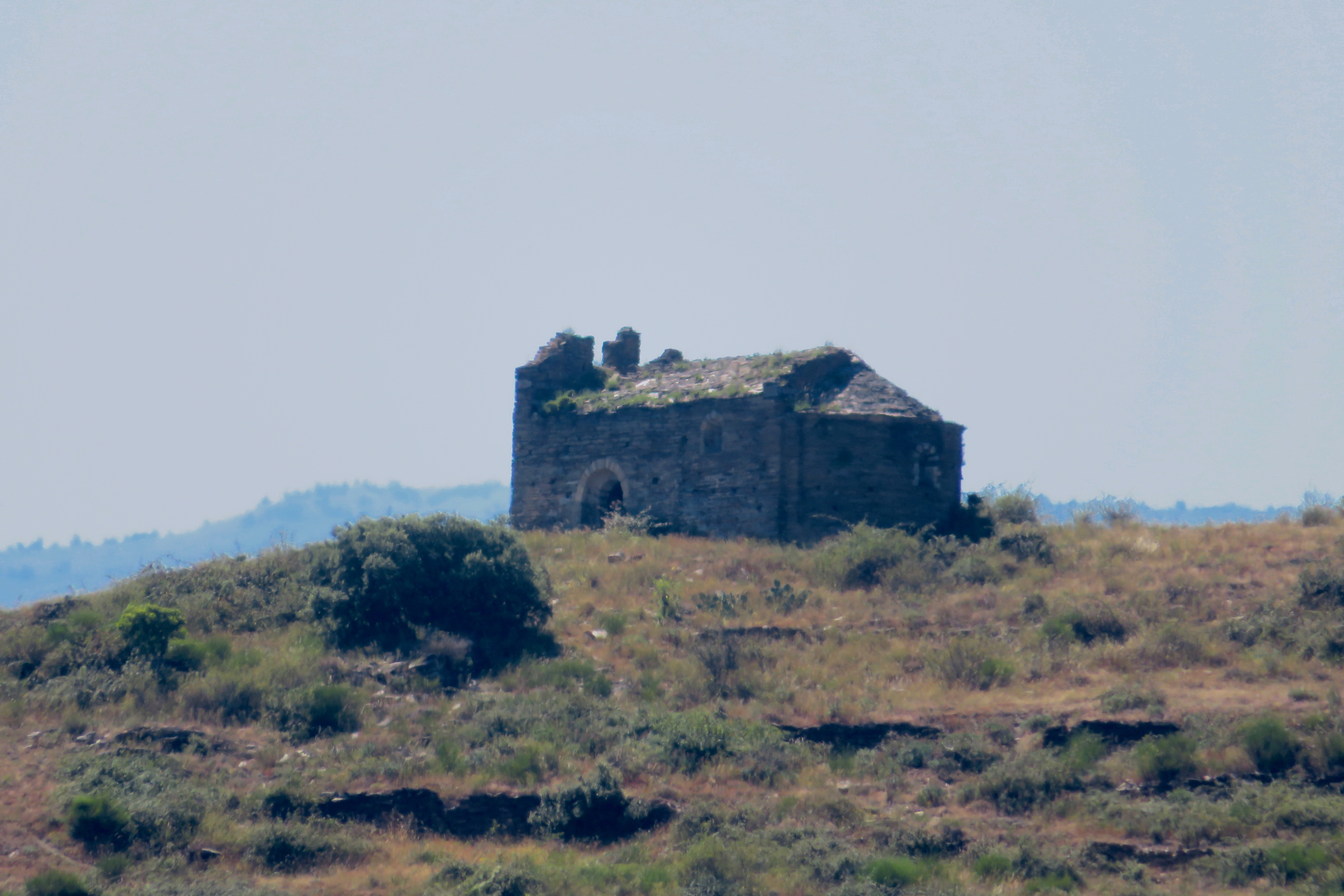
Église Sainte-Marguerite de Nabilles
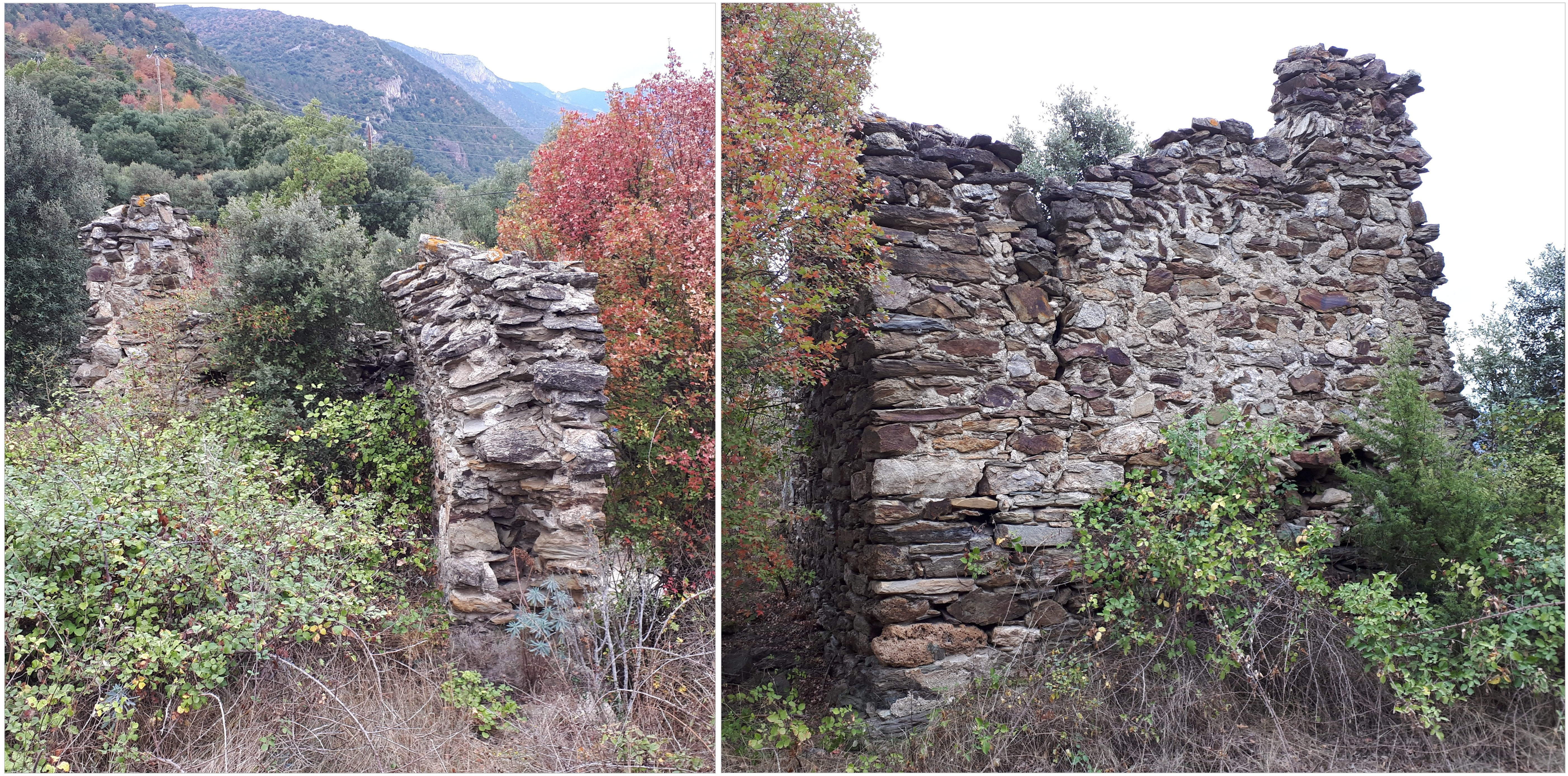
Vestiges de Sainte-Croix de Conat

### Personnalités liées à la commune

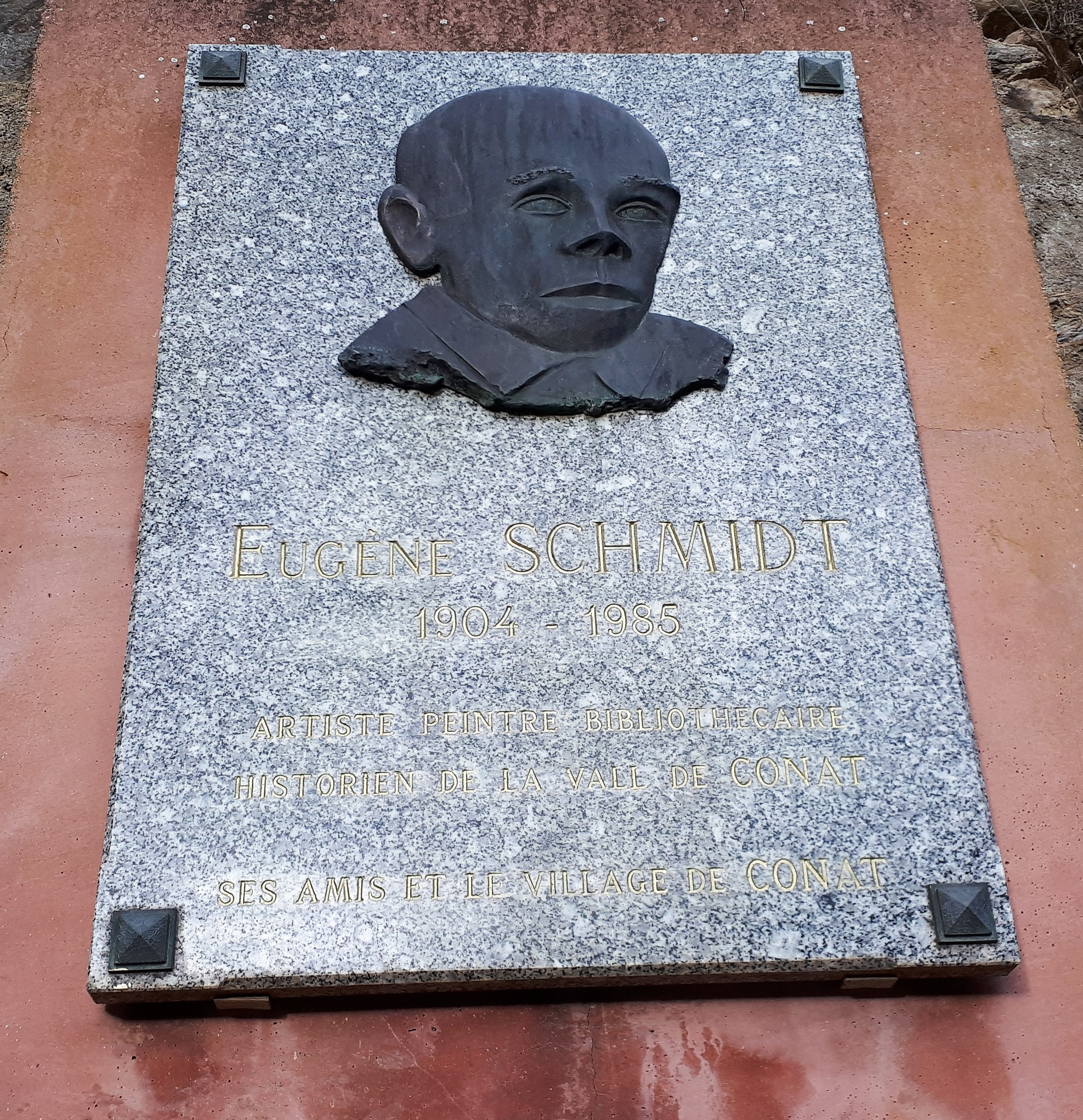
Plaque commémorative à Conat en l'honneur d'Eugene Schmidt.